# Реторическа ситуация
Реторическа ситуация e контекста на реторическото събитие, което се състои от въпрос/проблем, аудитория и ситуация на ограничаващи или детерминиращи фактори. Два основни възгледа за реторическата ситуация съществуват днес. Единият поддържа виждането, че ситуацията е определяща и привнася определена реторика, докато другият възглед поддържа, че реториката създава и определя ситуациите.
Темата за реторическата ситуация е формулирана за първи път през 1968 г. от Лойд Бицер с неговия текст Реторическата ситуация , като според него реторическия дискурс е извикван от конкретна ситуация. Така за всеки реторически дискурс, предходно съществуваща реторическа ситуация е била налична.
По-късно през 1973 г. Ричард Вац пише в отговор на Лойд Бицер, че реториката определя ситуацията, тъй като нейна цел е да влияе върху възприемането на важността на събитията и в този смисъл върху самата ситуация. Според него поставянето на определени теми на дневен ред от реторическите изказвания създава реторически ситуации.